# Christophe Laporte
Christophe Laporte (* 11. Dezember 1992 in La Seyne-sur-Mer) ist ein französischer Radrennfahrer. Im Jahr 2023 wurde er Straßenradsport-Europameister. Er gilt als endschneller Klassiker-Spezialist und konnte mit Gent–Wevelgem, Dwars door Vlaanderen und einer Etappe der Tour de France große Rennen gewinnen.

## Sportliche Karriere
Als Nachwuchsfahrer fuhr Christophe Laporte für die Clubs Velo Sport Hyerois und AVC Aix-en-Provence, konnte dabei jedoch keine internationalen Erfolge erzielen.
Im Altern von 21 Jahren erhielt er ab dem Jahr 2014 einen Vertrag beim französischen UCI ProTeam Cofidis. In seiner zweiten Saison zeigte er mit Rang drei bei dem belgischen Eintagesrennen Le Samyn auf und bestritt mit der Tour de France 2015 seine erste Grand Tour, die er auf dem 127. Gesamtrang beendete. Am Ende der Saison wurde er Dritter des Grand Prix de Wallonie, ehe er mit der Tour de Vendeé sein erstes Rennen als Profi gewann. In den Jahren 2016 und 2017 ging Laporte erneut bei der Tour de France an den Start und sprintete dabei auf sieben Etappen in die Top 10. Zudem gewann er im Jahr 2017 zum zweiten Mal die Tour de Vendeé.
Im Jahr 2018 folgte seine bis dahin erfolgreichste Saison. Bereits im Februar gewann er eine Etappe des Étoile de Bessèges und zwei Etappen, sowie die Punktewertung der Tour de La Provence. Nachdem er als Vierter nur knapp eine Podiumsplatz bei Gent–Wevelgem verpasste, siegte er beim Tro Bro Leon, einem französischen Eintagesrennen, das über mehrere Schotter-Abschnitte führt. Nach jeweils einem Etappensieg bei der Belgien- und Luxemburg-Rundfahrt nahm er seine dritte Tour de France in Angriff und sprintete hinter seinem Landsmann Arnaud Démare auf den Zweiten Platz der 18. Etappe. Am Ende der Saison stand er bei den französischen Eintagesrennen Grand Prix d’Isbergues und Paris–Bourges auf dem Podium.
Im Frühjahr der Saison 2019 fixierte Laporte mit zwei Etappensiegen seinen ersten Rundfahrtsieg beim Étoile de Bessèges. Im Juni gewann er die beiden ersten Etappen der Luxemburg-Rundfahrt, musste das Etappenrennen jedoch in Führung liegend auf dem 4. Abschnitt krankheitsbedingt aufgeben. Nachdem er die Tour de France 2019 auf der 8. Etappe verließ, gewann er drei Etappen und die Gesamtwertung der Tour Poitou-Charentes en Nouvelle-Aquitaine, ehe er die Duo Normand, den Grand Prix d’Isbergues und die Tour de Vendeé auf dem Podium beendete.
Nachdem er in der durch die COVID-19-Pandemie beeinflussten Saison 2020 keinen weiteren Sieg einfahren konnte, gewann er die Auftaktsetappe und die Punktewertung des Étoile de Bessèges 2021. Bei Dwars door Vlaanderen belegte er hinter dem Solisten Dylan van Baarle den zweiten Rang, ehe er mit Platz elf sein bis dahin bestes Resultat bei einem Monument des Radsports errang. Am Ende des Frühjahres gewann er den Circuit de Wallonie im Massensprint. Bei der Tour de France 2021 ging Christophe Laporte auf der 19. Etappe in die Ausreißergruppe und belegte hinter Matej Mohorič den zweiten Rang, nachdem sich der Slowene rund 26 Kilometer vor dem Ziel als Solist abgesetzt hatte. Nachdem er eine Etappe der Tour du Limousin für sich entschieden hatte, gewann Laporte mit dem Grand Prix de Wallonie erstmals ein Rennen der UCI ProSeries. Am Ende der Saison zeigte er mit Rang sechs bei Paris–Roubaix auf.

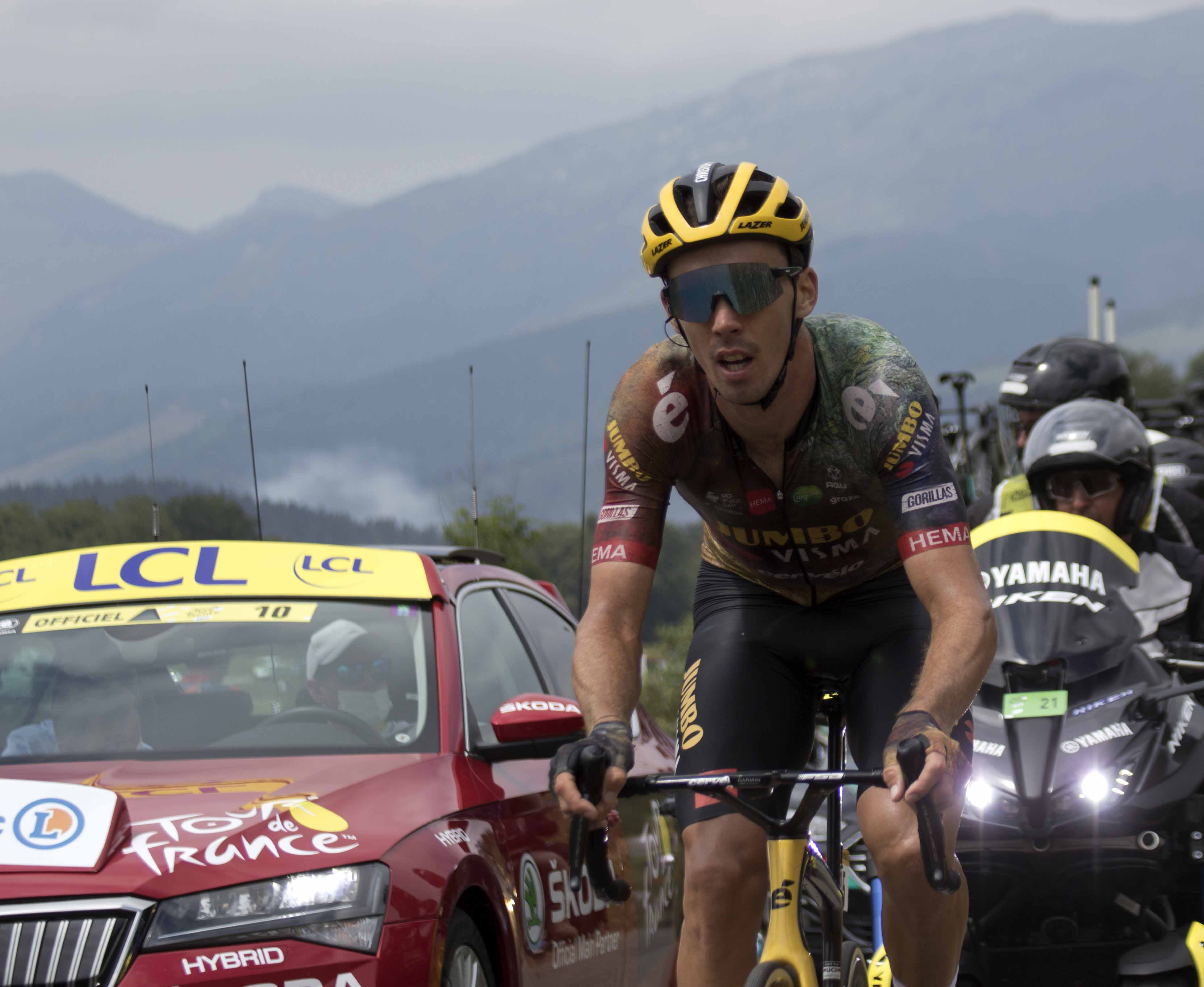
Christophe Laporte bei der Tour de France 2022

Mit der Saison 2022 wechselte Christophe Laporte zum UCI WorldTeam Jumbo-Visma, um Aufgaben als Edelhelfer für Wout van Aert zu übernehmen. Bei Paris–Nizza 2022 erzielte er seinen ersten Erfolg auf der UCI WorldTour, nachdem sich auf der ersten Etappe ein Trio aus seiner Mannschaft im letzten Anstieg vom Rest des Feldes absetzen konnte und er vor seinen Teamkollegen Primož Roglič und Wout van Aert gewinnen durfte. Im Anschluss ging er bei den Frühjahresklassikern an den Start und setzte sich bei der E3 Saxo Bank Classic gemeinsam mit seinem Teamkollegen Wout van Aert rund 43 Kilometer vor dem Ziel von den restlichen Fahrern ab. Laporte überließ damals seinem Kapitän den Sieg und wurde Zweiter. Wenige Tage später sprintete er bei Gent–Wevelgem erneut zu Platz zwei, wobei er sich diesmal dem Eritreer Biniam Girmay geschlagen geben musste. Weiters beendete er die Flandern-Rundfahrt als Neunter erstmals in den Top 10. Der bis dahin größte Karriereerfolg gelang ihm im selben Jahr auf der 19. Etappe der Tour de France, indem er auf den letzten tausend Metern dieser Flachetappe aus dem Feld heraus attackierte und drei Ausreißer überholte. Neben seinem Etappensieg nahm er zudem eine zentrale Rolle als Helfer von Jonas Vingegaard ein, der den ersten Tour-de-France-Gesamtsieger der Mannschaft fixierte. Bei der Dänemark-Rundfahrt gewann er den Schlussabschnitt und übernahm so aufgrund der Zeitbonifikationen die Gesamtführung von Magnus Sheffield. Zum Saisonende wurde er durch den Sprintsieg des Verfolgerfelds hinter dem Solosieger Remco Evenepoel Vizeweltmeister im australischen Wollongong. Seine bis dahin erfolgreichste Saison beendete er mit dem Sieg bei Binche–Chimay–Binche.

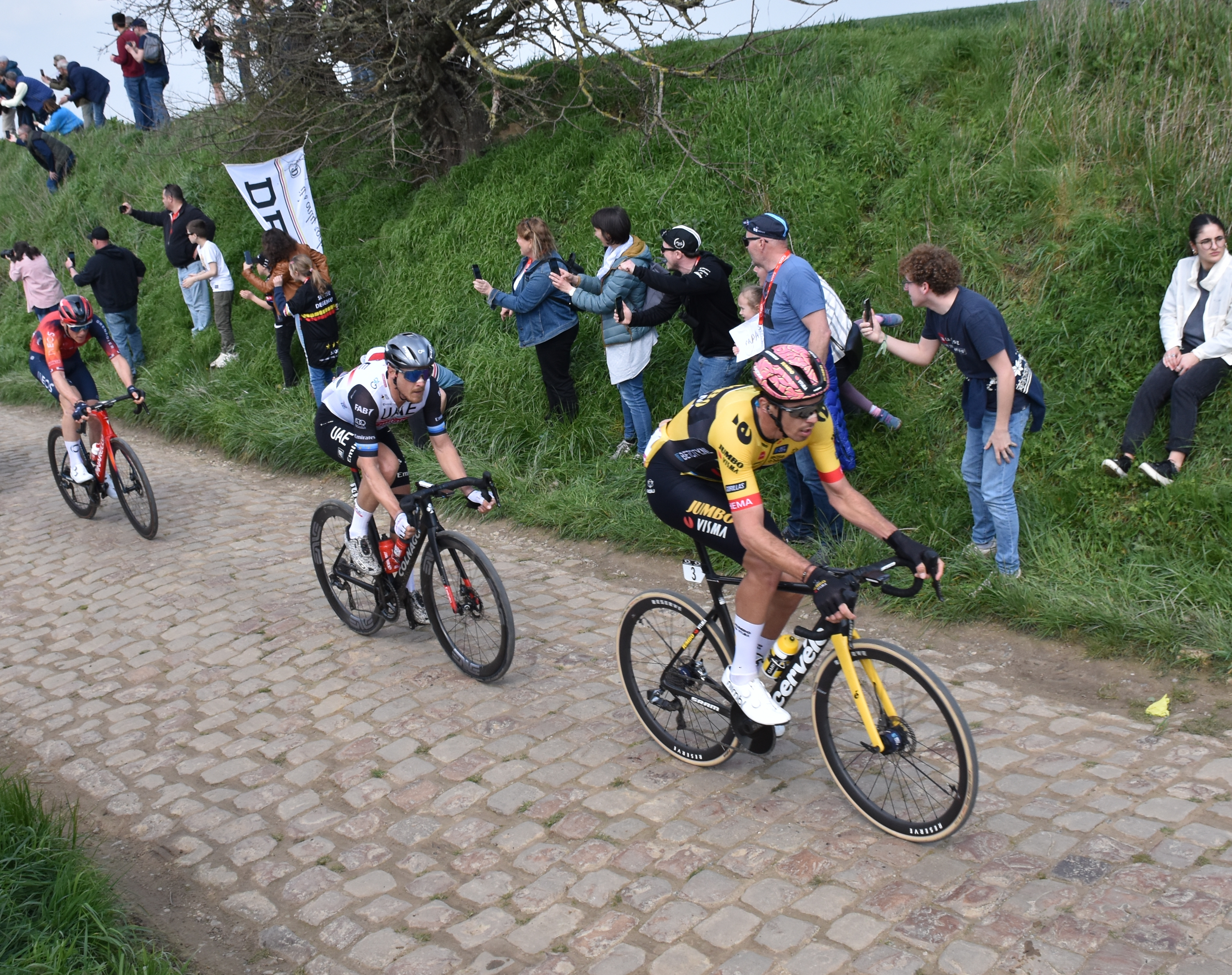
Paris-Roubaix 2023 - Secteur pavé de Quiévy à Saint-Python - N° 3 Christophe Laporte.

Im Jahr 2023 startete Laporte mit einem dritten Platz beim Omloop Het Nieuwsblad in die Saison. Mit Gent–Wevelgem gewann Laporte im März seinen ersten Klassiker. Er hatte sich dabei 52 Kilometer vor dem Ziel zusammen mit seinem Teamkapitän Van Aert aus dem Vorderfeld abgesetzt, der ihm den Sieg überließ. Drei Tage später konnte Laporte nach einer vier Kilometer langen Solofahrt aus einer Fluchtgruppe Dwars door Vlaanderen gewinnen. Im Anschluss wurde er 14. der Flandern-Rundfahrt und Zehnter von Paris–Roubaix. Nach den Frühjahresklassikern bereitete sich Christophe Laporte beim Critérium du Dauphiné auf die Tour de France vor. Er gewann zwei Etappen und die Punktewertung und trug das Führungstrikot der französischen Rundfahrt für drei Tage. Bei der Tour de France 2023 konnte er kein Top-Resultat einfahren, unterstützte Jonas Vingegaard jedoch bei dessen zweiten Gesamtsieg. Am Ende der Saison ging Laporte für die französische Nationalmannschaft bei den Straßenradsport-Europameisterschaften an den Start und setzte sich am VAM-Berg vor seinen Teamkollegen Wout van Aert und Olav Kooij durch, die für die belgische bzw. niederländische Mannschaft fuhren.
Nachdem er beim Opening Weekend mit den Plätzen fünf und vier aufgezeigt hatte, verpasste Christophe Laporte aufgrund einer Magen-Darm-Grippe den Großteil der Frühjahresklassiker des Jahres 2024. Bei Paris–Roubaix kehrte er ins Fahrerfeld zurück, belegt nach einem Defekt in der frühen Rennphase jedoch nur den 25. Rang. Nach neun Teilnahmen bei der Tour de France ging Christophe Laporte erstmals beim Giro d’Italia an den Start, verließ die Rundfahrt jedoch im Vorfeld der 8. Etappe wegen Sturzverletzungen, die er sich drei Tage zuvor zugezogen hatte. Bei den Olympischen Spielen in Paris gewann er die Bronzemedaille im Straßenrennen. Mit Paris–Tours gewann er im Oktober sein letztes Saisonrennen, wobei er sich im Zwei-Mann-Sprint vor dem Tschechen Mathias Vacek durchsetzte.
Aufgrund einer Virus-Erkrankung verpasste Laporte die ersten Rennen des Jahres 2025. Wann er ins Fahrerfeld zurückkehren wird, ist noch nicht bekannt.

## Erfolge
2015
- Tour de Vendée

2017
- Tour de Vendée

2018
- eine Etappe Étoile de Bessèges
- zwei Etappen und Punktewertung Tour La Provence
- Tro Bro Leon
- eine Etappe Belgien-Rundfahrt
- eine Etappe Luxemburg-Rundfahrt

2019
- Gesamtwertung, zwei Etappen und Punktewertung Étoile de Bessèges
- Prolog und eine Etappe Luxemburg-Rundfahrt
- Gesamtwertung und drei Etappen Tour du Poitou-Charentes

2021
- eine Etappe und Punktewertung Étoile de Bessèges
- Circuit de Wallonie
- eine Etappe Tour du Limousin
- Grand Prix de Wallonie

2022
- eine Etappe Paris–Nizza
- eine Etappe Tour de France
- Gesamtwertung, eine Etappe und Punktewertung Dänemark-Rundfahrt
- Weltmeisterschaft – Straßenrennen
- Binche–Chimay–Binche

2023
- Gent–Wevelgem
- Dwars door Vlaanderen
- zwei Etappen und Punktewertung Critérium du Dauphiné
- Europameister – Straßenrennen

2024
- Olympisches Straßenrennen
- Paris–Tours

## Wichtige Platzierungen
| Grand Tour            | 2014 | 2015 | 2016 | 2017 | 2018 | 2019 | 2020 | 2021 | 2022 | 2023 | 2024 |
| --------------------- | ---- | ---- | ---- | ---- | ---- | ---- | ---- | ---- | ---- | ---- | ---- |
| Giro d’ItaliaGiro     | –    | –    | –    | –    | –    | –    | –    | –    | –    | –    | DNF  |
| Tour de FranceTour    | –    | 127  | 157  | 133  | 124  | DNF  | 107  | 91   | 74   | 80   | 84   |
| Vuelta a EspañaVuelta | –    | –    | –    | –    | –    | –    | –    | –    | –    | –    | –    |

| Weltmeisterschaft        | 2014 | 2015 | 2016 | 2017 | 2018 | 2019 | 2020 | 2021 | 2022 | 2023 | 2024 |
| ------------------------ | ---- | ---- | ---- | ---- | ---- | ---- | ---- | ---- | ---- | ---- | ---- |
| StraßenrennenStraße      | –    | –    | DNF  | –    | –    | DNF  | –    | DNF  | 2    | DNF  | –    |
| EinzelzeitfahrenEZF      | –    | –    | –    | –    | –    | –    | –    | –    | –    | –    | –    |
| MannschaftszeitfahrenMZF | –    | –    | –    | –    | –    | –    | –    | –    | –    | –    | –    |

| Monument                 | 2014 | 2015 | 2016 | 2017 | 2018 | 2019 | 2020 | 2021 | 2022 | 2023 | 2024 | 2025 |
| ------------------------ | ---- | ---- | ---- | ---- | ---- | ---- | ---- | ---- | ---- | ---- | ---- | ---- |
| Mailand–Sanremo          | –    | 129  | 85   | 30   | 13   | 61   | 102  | 22   | 22   | 13   | DNF  | –    |
| Flandern-Rundfahrt       | –    | –    | –    | DNF  | DNS  | DNF  | 82   | 11   | 9    | 14   | –    | –    |
| Paris–Roubaix            | 103  | –    | 20   | 39   | 68   | 33   | –    | 6    | DNF  | 10   | 25   | –    |
| Lüttich–Bastogne–Lüttich | –    | –    | –    | –    | –    | –    | –    | –    | –    | –    | –    |      |
| Lombardei-Rundfahrt      | –    | –    | –    | –    | –    | –    | –    | –    | –    | –    | –    |      |